# Callida caerula
Callida caerula är en skalbaggsart som beskrevs av Thomas Casey. Callida caerula ingår i släktet Callida och familjen jordlöpare. Inga underarter finns listade i Catalogue of Life.